# Marthanda Varma
Marthanda Varma hay Anizham Thirunal Marthanda Varma Kulasekhara Perumal. (Tiếng Tamil: மார்த்தாண்டவர்மா, 
năm 1706 - 7 tháng 7 năm 1758, tiếng Malayalam: അനിഴം തിരുനാൾ മാർത്താണ്ഡവർമ്മ) là người sáng lập ra vương quốc Travancore ở miền Nam Ấn Độ. Ông cai trị từ năm 1729 cho đến khi qua đời vào năm 1758. Ông được kế vị bởi Rama Varma.